# Engelhardt Axholt
Engelhardt Axholt var en dansk fodboldspiller. Han spillede på KB’s hold som han vandt det danske mesterskab 1922 og 1925.